# Sciapus setifrons
Sciapus setifrons är en tvåvingeart som beskrevs av Octave Parent 1937. Sciapus setifrons ingår i släktet Sciapus och familjen styltflugor. Inga underarter finns listade i Catalogue of Life.